# Groot Oost-Aziatische Welvaartssfeer

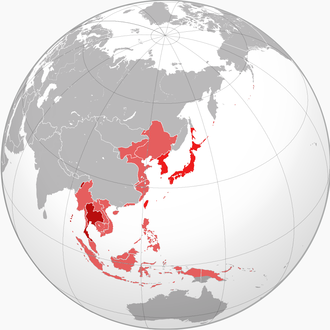
Leden van de co-welvaartssfeer van Groot-Oost-Azië; grondgebied gecontroleerd op maximale hoogte. Japan en zijn bondgenoten Thailand en Vrij India (pop) in donkerrood; bezette gebieden/cliëntstaten in lichter rood. Korea, Taiwan en Karafuto (Zuid-Sachalin) waren integrale delen van Japan.

De Groot Oost-Aziatische Welvaartssfeer (Japans: 大東亜共栄圏, Dai Toa Kyoei-ken) was een Japans imperialistisch idee uit de Tweede Wereldoorlog met als doel het unificeren van de volkeren in Oost-Azië en ze te bevrijden van westers kolonialisme onder leiding van het Japans Keizerrijk. Het idee werd echter door vele veroverde landen gezien als een front voor de uitbreiding van Japanse heerschappij.
De term werd voor het eerst gebruikt door Yosuke Matsuoka, toenmalig minister van Buitenlandse Zaken, tijdens een persconferentie op 1 augustus 1940 waarin hij de intentie verkondigde om "Een nieuwe orde van welvaart en onafhankelijkheid van, voor en door Aziaten" te vestigen. Het idee van een verenigd Oost-Azië werd overigens al vroeger verkondigd door Yosuke's voorganger Hachiro Arita in een radiobericht op 29 juni 1940. Het ideaal werd uiteindelijk nooit bereikt ten gevolge van de Verklaring van Potsdam die het gebied weer beperkte tot de 4 hoofdeilanden van Japan: Hokkaido, Honshu, Shikoku en Kyushu.

## Ideologie
Aan zijn basis was de sfeer het idee van mutuele welvaart voor al zijn leden, de manier om een zelfvoorzienend Oost-Azië te creëren, vrij van externe invloeden en oppressie. In het radiobericht van 29 juni 1940 getiteld "De Internationel Situatie en Japans Positie" deelt Hachiro Arita zijn visie van de welvaartssfeer die inhield dat de volkeren met nauw verwante geografische, raciale, culturele en economische achtergronden zich moesten verenigen en de vrede binnen hun sfeer moesten bewaken. Pas dan zou wereldvrede mogelijk zijn door samenwerking tussen andere grote regionale blokken zoals nazi-Duitsland, de Sovjet-Unie en de Verenigde Staten.
De werkelijke intenties van Japan in het streven naar deze idealen werden echter in vraag gesteld door de manier waarop ze de andere leden van de sfeer behandelde. Zo werden in Korea studenten gemobiliseerd om in fabrieken te werken en volwassenen overgeplaatst naar Japan als mijnwerker of arbeider. Taiwanese mannen werden ingezet als militaire versterking in een vrijwilligerskorps dat hen in realiteit weinig keuze gaf. Ook werden jonge vrouwen gedwongen om aan de seksuele noden van soldaten te voldoen. In contrast met de verlossende rol die Japan voor hen speelde bij het aanvechten van westers kolonialisme veroorzaakten deze daden heel wat aversie van de Oost-Aziatische landen tegenover Japan.

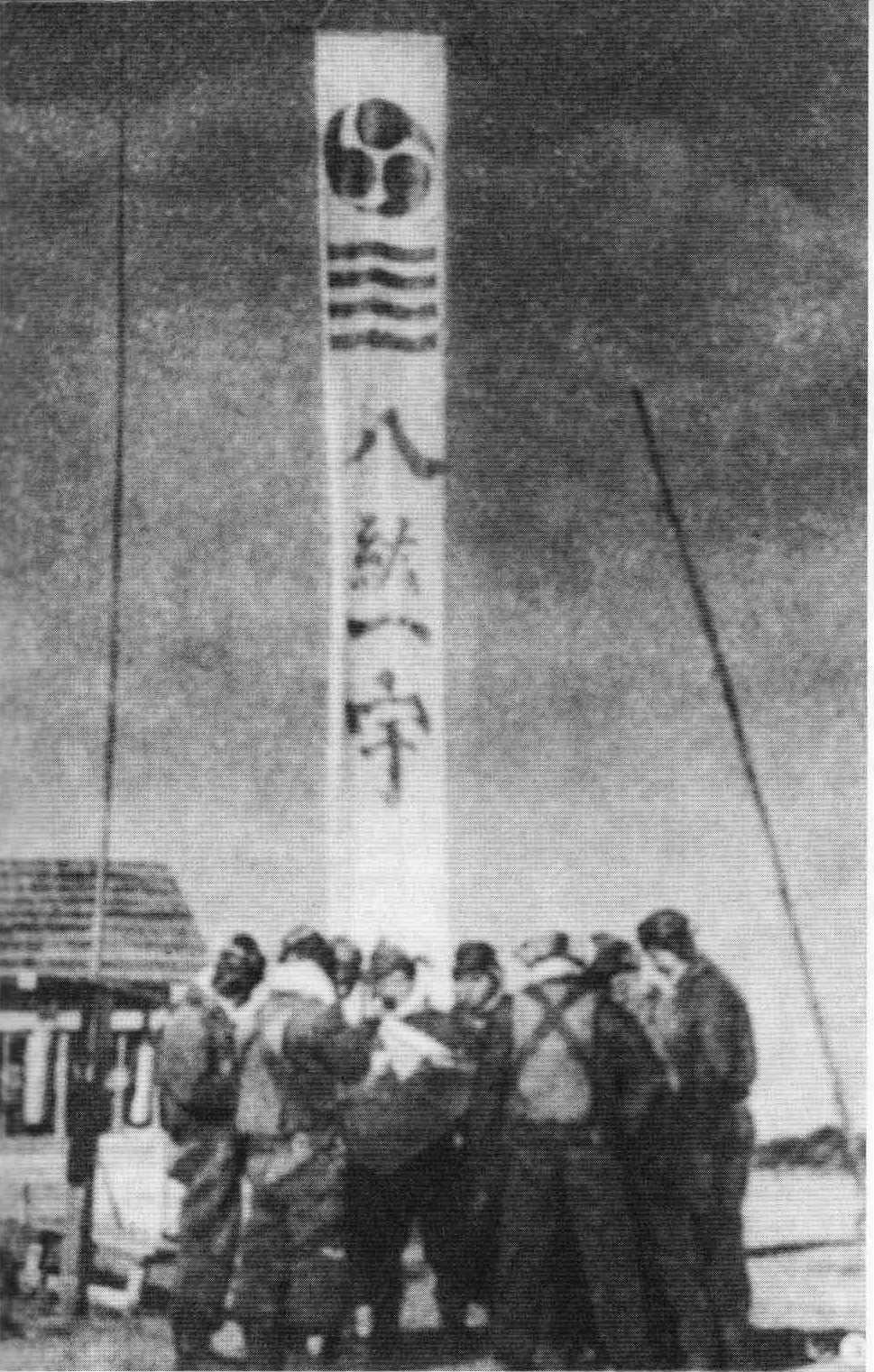
Japanse piloten aan de Hakko ichiu vlag

### Propaganda
Vaak werden klassieke begrippen of gedachten gebruikt als ondersteuning voor de oorlogspropaganda. De term Hakko ichiu uit de Nihonshoki won zo veel populariteit tijdens de oorlog. De uitdrukking impliceerde het idee om "De hele wereld onder één dak te verenigen", en werkte als rechtvaardiging voor de welvaartssfeer.
Hiernaast werd er ook beroep gedaan op de vermeende culturele homogeniteit van de landen in Oost-Azië om het gevoel van eenheid te versterken en de Japanse bezetting van deze gebieden te vergemakkelijken. Dit kwam tot uiting in de gemeenschappelijke agriculturele methode van rijstteelt die weinig aanwezig is in de westerse landen en onderverdeeld werd in 3 groepen: Het gebied van natte rijstbouw met Japan als leider. Mantsjoerije, Mongolië en Noord-China met droge rijstbouw, en het zuiderse gebied dat bovenop de eigen rijstbouw ook westerse landbouwmethoden had aangeleerd.

### Educatie
Een van de plannen om Oost-Azië beter te integreren in de welvaartssfeer was het omvormen van het onderwijs naar Japanse idealen. Essentieel was het aanleren van het Japans als prominente taal en het inprenten van trouw aan de sfeer zoals dit al gebeurde in oudere gekoloniseerde gebieden zoals Korea en Taiwan. Er werd voorgesteld om de prestige van militaire overwinningen en vijandigheid tegen de westerse koloniale mogendheden te gebruiken om de Japanse taal en cultuur te verspreiden en nationalistische gevoelens te versterken.

## Bestuur

### Buitenlands beleid
Op 1 november 1942 werd het ministerie van Groot-Oost Azië (Dai toa sho) opgericht, die alle taken van de Oost-Aziatische Ontwikkelingsraad (Koain) en de ambassades van Mantsjoerije, China, Indochina en Thailand zou overnemen. Het ministerie was opgedeeld in meerdere divisies voor elk van deze gebieden, maar kreeg geen bevoegdheid over Korea en Taiwan, die beide terechtkwamen onder de bevoegdheid van Binnenlandse Zaken van Japan. Dit had tot gevolg dat het ministerie van Buitenlandse Zaken de meeste van zijn functies verloor. Tot 22 juli 1944 stond het ministerie onder het gezag van Kazuo Aoki, voormalig minister van Financiën. Hij werd hierna nog opgevolgd door Mamoru Shigemitsu, Kantaro Suzuki en Shigenori Togo, die allen gelijktijdig ook dienstdeden als minister van Buitenlandse Zaken. Desondanks had dit nieuwe ministerie nooit een degelijke controle over de sfeer en was het eerder gericht naar de toekomst. In werkelijkheid werden de meeste bezette gebieden lokaal geregeerd door divisies van het Japans Keizerlijk Leger (Dai-Nippon Teikoku Rikugun) en de Japanse Keizerlijke Marine (Dai-Nippon Teikoku Kaigun) om hun individuele middelen in te zetten voor de oorlog. Het keizerlijk leger onderdrukte onafhankelijkheidsbewegingen gericht naar Japan zelf en stimuleerde anti-westerse groeperingen die trouw waren aan Japan.
De wijze waarop Japan zijn macht uitoefende binnen de sfeer varieerde per staat. Om hun afkeer voor het westerse kolonialisme vorm te geven en de steun van de Aziatische leiders voor zich te winnen werden sommige staten zoals Birma, Thailand en de Filipijnen in naam onafhankelijk terwijl onder andere Indochina en Indonesië onder direct Japans gezag stonden.

#### Thailand
Thailand was samen met Japan een van de weinige landen in Oost-Azië die westerse kolonisatie heeft kunnen vermijden. Als bondgenoot van Japan was het een strategisch gebied voor de verdere uitbreiding van de welvaartssfeer naar Birma en Malaya. Het beleid tegenover Thailand werd bepaald in een document getiteld  "Zaken over Beleid wat betreft Thailand". Hoewel het document de onafhankelijkheid van Thailand en de steun bij het behouden van zijn autonomie beloofde, werd er van Thailand ook verwacht dat zij de nodige grondstoffen en assistentie zouden bieden aan de oorlogsinspanningen. Japan verzekerde hen dat die bijdragen alleen de minimum benodigdheden voor de oorlog en de ontwikkeling van de welvaartssfeer zouden omvatten. Deze verklaringen konden echter geïnterpreteerd worden naargelang de oorlogssituatie.
De ondergeschiktheid van Thailand aan Japan werd duidelijk in het "Overzicht van Economisch Beleid met betrekking tot Thailand", dat het economische beleid van het land de facto volledig in Japanse handen bracht, en was een voorbeeld van de manier waarop Japan ook de andere landen van de sfeer behandelde. Terwijl Japan wel degelijk Oost-Azië wou bevrijden van westerse invloeden, zou het in de plaats vervangen worden door een nog meer gecentraliseerd Japans kolonialisme dat volledig ten dienste zou staan van het moederland.

#### Birma
Het beleid van het Japanse Vijftiende Leger tegenover Birma verschilde enigszins met andere staten aangezien de natuurlijke grondstoffen van het land minder belangrijk waren voor Japan en er ook een verzet tegen Brits-Indië aan de gang was. Het was de bedoeling om de steun van belangrijke Birmese leiders te winnen om een staat te creëren die op het eerste gezicht onafhankelijk leek te zijn, maar in werkelijkheid een vazalstaat van Japan was. In juli 1942 werd het duidelijk gemaakt dat een Japanse commandant de macht zou hebben over defensie, buitenlandse zaken, enkele financiële zaken en een vetorecht zou krijgen over wetgeving en beleidsbeslissingen. Er zouden echter ook een centraal Birmees bestuur en parlement opgericht worden die een indruk van autonomie moesten geven. In juni 1942 werd Ba Maw aangewezen als voorzitter van de bestuurscommissie waarna hij staatshoofd werd in een voorlopige regering.

### Conferentie van Groot Oost-Azië

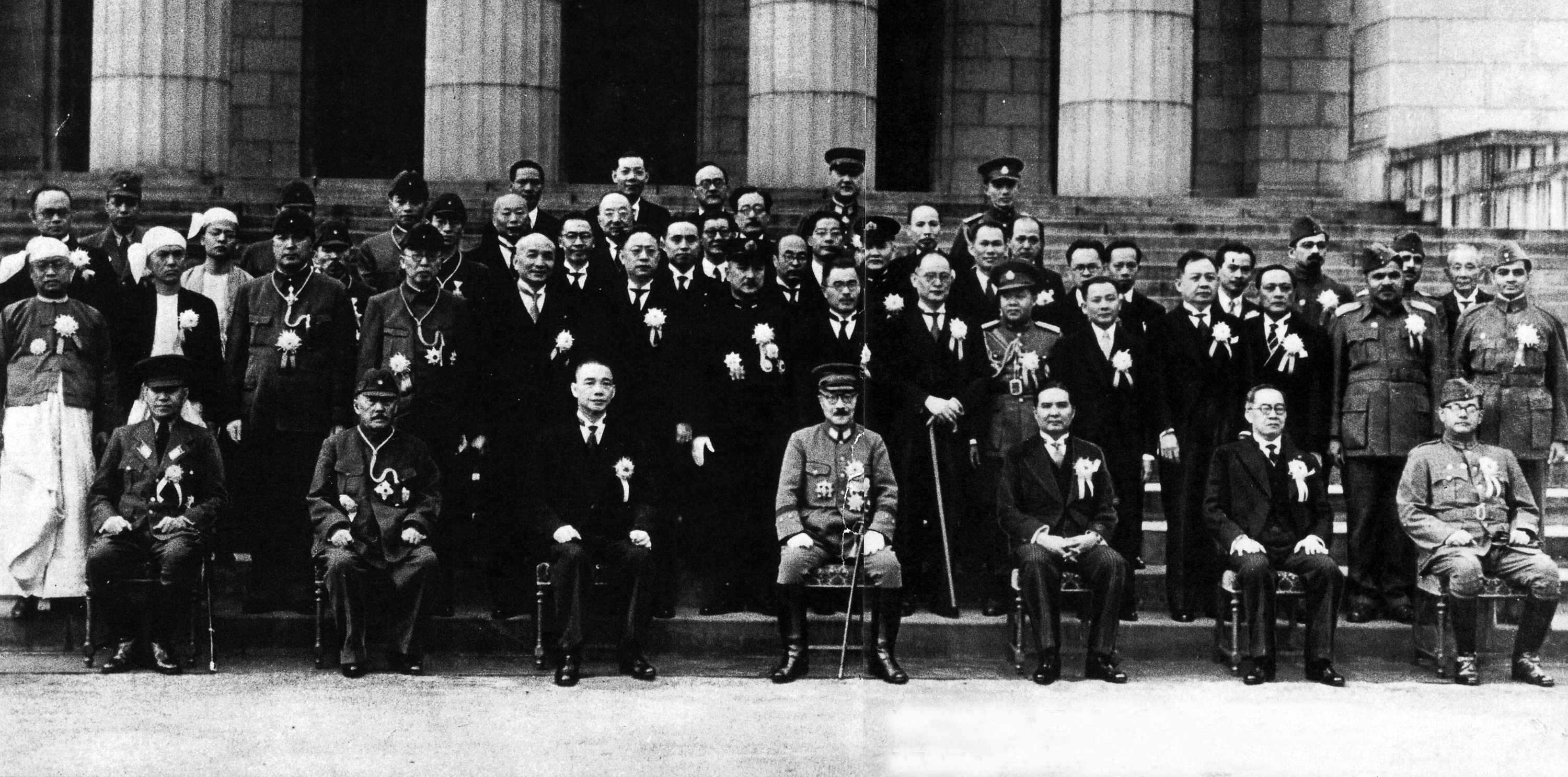
De leiders van de welvaartssfeer tijdens de Conferentie van Groot Oost-Azië in 1943

Van 5 tot 6 november 1943 organiseerde Hideki Tojo de Conferentie van Groot Oost-Azië (Dai toa kaigi) aan het parlementsgebouw in Tokio om relaties tussen de leiders van de door Japan bezette gebieden te versterken. Dit was de enige officiële conferentie van de welvaartssfeer.
Aanwezige vertegenwoordigers:
- Hideki Tojo, eerste minister van Japan.
- Zhang Jinghui, eerste minister van Mantsjoekwo.
- Wang Jingwei, president van Japans-China.
- Ba Maw, staatshoofd van Birma.
- Subhas Chandra Bose, staatshoofd van Azad Hind.[a]
- José P. Laurel, president van de Tweede Filipijnse Republiek.
- Wan Waithayakon, gezant van het Koninkrijk Thailand.

## Invloedssfeer
Regio's van de sfeer:
| Land/Regio                  | Bevolking (1939) |
| --------------------------- | ---------------- |
| Japan                       | 71.900.000       |
| Korea                       | 24.326.000       |
| Mantsjoekwo (Mantsjoerije)  | 50.000.000       |
| China                       | 200.000.000[b]   |
| Birma (Myanmar)             | 16.600.000       |
| Formosa (Taiwan)            | 6.586.000        |
| Siam (Thailand)             | 15.023.000       |
| Republiek van de Filipijnen | 16.300.000       |
| Indochina                   | 23.700.000       |
| Nederlands-Oost-Indië       | 69.435.000       |
| Malaya                      | 5.579.000        |

### Territoriale ambities
Om de expansie van de sfeer zo vlot mogelijk te laten verlopen werd hij opgedeeld in 3 fases beginnende met de belangrijkste "Binnenste Zone" als de kern van de nieuwe orde bestaande uit Japan, Mantsjoerije, Noord-China, het gebied onder de Yangtze en het Russische kustgebied. Vervolgens een "Kleinere Zone" die de rest van China, Oost-Siberië en Indochina zou opnemen. Vanuit dit fundament streefde Japan verder naar hun visie van de ideale "Groot Oost-Aziatische Welvaartssfeer" om ook Australië, India en de resterende eilandengroepen van de Stille Oceaan aan de unie toe te voegen. Ondanks deze plannen bleef Japan vaak onduidelijk over de exacte grootte van de welvaartssfeer. In een bericht van Yosuke Matsuoka aan de minister van Buitenlandse Zaken in de Verenigde Staten op 5 oktober 1940 verklaarde hij de inclusie van de "zuidelijke zeeën". Dit werd in de eerste plaats opgevat als het Australaziatisch gebied. Er werd ook gesproken over een "Oost-Azië van een miljard zielen", verwijzende naar de inclusie van India. De werkelijke begrenzing van de sfeer was echter kleiner dan aanvankelijk gepland, waardoor deze uiteindelijk gelijkgesteld werd aan de uiterste reikwijdte van het Japans Keizerrijk in 1942.

## Voetnoten
[a] - Azad Hind was een voorlopige regering van India opgericht in 1943 die met de steun van de asmogendheden het land wou bevrijden van Britse heerschappij.
[b] - Enkel de bevolking van door Japan veroverde gebieden / inclusief het Mengjiang gebied.